# 李哲承 (1922年)

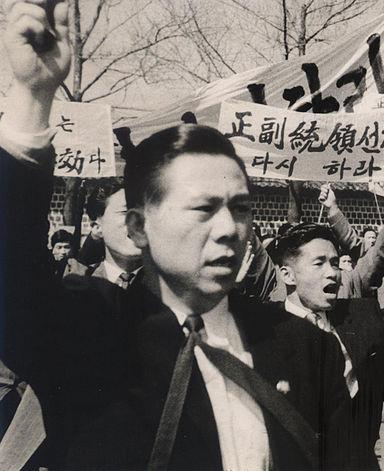
1960年，李哲承在抗議315不正選舉

李哲承（韓語：이철승，1922年5月15日—2016年2月27日），號素石（소석）， 本貫全義李氏，全羅北道全州人，韓國政治家、民主運動人士和学生政治領袖。他是韩国历史上的傳奇人物。

## 學位
1949年–高丽大学政治学学士
1962年–宾夕法尼亚大学研究生院国际关系硕士学习
1995年–又石大学文学名誉博士
1998年–高丽大学政治学名誉博士

## 職務
1946年
反托管学生大会中央委员会主席
全国学生大会中央委员会主席
1954年
第三届国民议会议员（全州市，独立）
1958〜1961
第四届国民议会议员（全州民主州）
第五届国民议会（全州，民主党）
1961年
第十五届联合国大会韩国代表
韩国体育协会主席
韩国举重联合会会长
1966年
亚洲举重联合会主席
1969年
亚洲举重联合会主席
1971〜1973
第八届国民议会议员（新州全州）
韩国政策研究所所长
1973年
第九届国民议会议员（新州全州）
国民议会副议长
1975年
韩国出席第30届联合国大会代表
1976年
新民主党最高代表
1978年
第十届国民议会议员（全州市，全州市，新民主党）
1984〜1985年
第十二届国民议会议员（新州全州）
1990
首尔和平奖导演
首尔和平奖遴选委员会委员
1993年
丽水爱国烈士纪念委员会主任
1994
全国自由与民主理事会联席主席
1995
韩国合格高级选民联合会顾问
1996
首尔和平奖文化基金会主席，首尔和平奖Selection选委员会主席
2002年世界杯组委会委员
国家爱国社团协会主席
1998年
大韩民国成立纪念筹备委员会主席
2007年
大韩民国议员协会主席
2011〜2016
大韩民国议员协会长者小组主席

## 生平
1940年，入学普成专门学校（高丽大学前身），並拒絕服役学徒兵。
1945年8月15日日本在二戰中戰敗投降後，成為韩国民主党附屬青年组织的領導人物。
1946年畢業後，參與全国反托管学生聯盟的创立且和左翼组织决裂。担任反托管学生大会中央委员会主席和全国学生大会中央委员会主席。
1948年5月，在制宪国会即首任國會議員選舉中於故鄉全州出戰，落敗，第2任国会议员選舉中亦落選。
1954年，成為第3任國會議員,正式登上韓國政壇。
此后，他在1954年至1961年做第3-5任国会议员，1971年至1988年做8-12任国会议员。1970年代，他是韓國在野党領導人，提出“中道统合论”。
1973年-1976年，任国会副议长。
1974年4月28日，新民党总裁柳珍山病逝。妥协派的李哲承接替了总裁职务。朴正熙当局也暗地支持妥协派。8月18日，金泳三原准备召开记者招待会，宣布参加总裁选举的意志，但在即将离开家门时被中央情报部以触犯《政府紧急措施》为由软禁家中。不过文世光事件的发生打乱了朴正熙支持李哲承的计划。8月22日，金泳三在新民党大会经过两次投票战胜李哲承等其他候选人当选在野党总裁。
1976年，金泳三遭到党内妥协派的攻击。迫于压力，他于6月11日辞去总裁职务。妥协派李哲承掌权。朴正熙拨给李哲承1亿多韩圆的政治资金，并资助他在麻浦建新的党部大楼。1978年7月6日，朴正熙通过第二届统一主体国民议会这个投票机器，再次毫无悬念地当选韩国第九届总统。12月12日，韩国举行第十届国会选举，新民党获得巨大胜利，得票率高出执政共和党1.1%。1979年5月30日，金泳三在新民党大会上当选总裁，重新掌握新民党大权。 
1987年，他因赞成内阁制改宪被新韩民主党除名。1988年，自政界隐退。
1993年後，任民主民族会议代表、憲政會會長、平和文化财团理事长、首尔和平奖文化财团理事长。

## 去世
李哲承于2016年2月27日凌晨3點45分在首尔三星医院去世，享年94岁。2016年3月2日举行为期五天的葬礼，与韩国前总统们一起被埋葬在首尔国家公墓。

## 家人
- 夫人：金昌熙
- 有一男四女，包括李亮喜[8]

## 奖项
服务功绩勋章（韩文：국민훈장무궁화장）

## 著作
大韓民國與我（韓文：대한민국과）（2011）
哦! 大韓民國（韓文：오대한민국누가지키리！）（2002）
絕望的挑戰（韓文：절망에의도전）
民主長征（朝鮮語：민주의정）
全國學生聯合會（韓文：전국학련）
中等線的整合理論（韓文：중도통합론）（1992）
大韓民國的成立方式（1998年）
我對民主發展的政治思想

## 外部連結
- 李哲承:韩国国会[永久]
- '건국60돌-헌정60돌' 이철승 헌정회장 인터뷰 
- 이철승 전 신민당 대표 회고록 출판기념회 
- 한국 현대사증언 TV자서전:이철승 1부 - 일제 식민지와 해방 